# Numero congruente

Triangolo con l'area 6, un numero congruente.

In matematica un numero congruente è un numero naturale che rappresenta l'area di un triangolo rettangolo che ha per lati tre numeri razionali.
Il 5, per esempio, è un numero congruente, poiché è l'area di un triangolo rettangolo con lati di lunghezza: {\displaystyle {\frac {20}{3}},{\frac {3}{2}},{\frac {41}{6}}.}
La successione dei numeri congruenti inizia con:
5, 6, 7, 13, 14, 15, 20, 21, 22, 23, 24, 28, 29, 30, 31, 34, 37, 38, 39, 41, 45, 46, 47, 52, 53, 54, 55, 56, 60… (successione A003273 in OEIS).
Se {\displaystyle q} è un numero congruente, allora {\displaystyle qs^{2}} è ancora congruente per ogni {\displaystyle s} intero positivo (poiché si moltiplicano tutte le misure dei lati del triangolo per uno stesso numero).

## Problema dei numeri congruenti
Un problema, che non ha ancora trovato una soluzione, è il seguente: dato un numero naturale {\displaystyle q,} stabilire se esso è congruente.
Il teorema di Tunnell fornisce un algoritmo per stabilire se un numero è congruente, tuttavia questo teorema si rifà alla congettura di Birch e Swinnerton-Dyer, che non è stata ancora dimostrata.
Il teorema di Fermat sui triangoli rettangoli, dal nome del matematico Pierre de Fermat, afferma che nessun quadrato perfetto può essere un numero congruente.